# 變塗
變塗，又稱犀皮、西皮、波羅漆、虎皮漆，是填漆技法的一種，此技法起於唐朝，在宋朝時十分流行，製作出的圖案取決於表面起皺和點紋高低起伏的變化。
做法是以65％的生漆和蛋清乳合調成厚漆，在以工具為引起料，趁漆器半乾時製造凹凸表面，待乾後再用不同色漆分層髹塗並加以研磨，由於漆層高低不同，打磨後可顯現不同的花紋，產生絢麗色澤。由於多用黃、赤、黑三色填入，紋理常似犀牛皮、虎皮，所以又常被稱作「犀皮」或「虎皮漆」。